# Schonbezug
Ein Schonbezug ist ein abnehmbarer Bezug für Sitzmöbel, der den Bezugsstoff vor Abnutzung und Verschmutzung schützen soll.

## Funktion
Ein Schonbezug ist meist auf textiler Basis gefertigt, manchmal werden auch vergleichbare Materialien wie Kunstfell oder Kunstleder verwendet. Der Bezug ist so gestaltet, dass er Teile eines Polstermöbels bedeckt, anders als eine Husse die das ganze Möbel einhüllt. Beim Schonbezug bleiben meist Teile des Möbels, etwa das hölzerne Gestell, sichtbar oder es werden generell nur einzelne Partien der Polsterung, die besonderer Abnutzung unterworfen sind, vom Schonbezug bedeckt. Dies können etwa die Sitzfläche, Armlehnen oder Kopfstützen bzw. Rückenlehnen sein. 
Der Schonbezug ist, je nach Form des Möbels so gefertigt, dass er entweder einfach darübergestülpt werden kann oder durch Bänder, manchmal auch Gummizüge, festgehalten wird. 
Ursprünglichen sollten Schonbezüge wertvolle und teure Bezugsstoffe vor Abnutzung schützen. Sie wurden daher meist aus einfacherem Material gefertigt, so dass es gegebenenfalls leicht möglich war, den Schonbezug zu erneuern; er konnte zudem im Haushalt selbst genäht werden, anders als beim Neubezug des Möbels war hier keine Hilfe eines Handwerkers notwendig. 

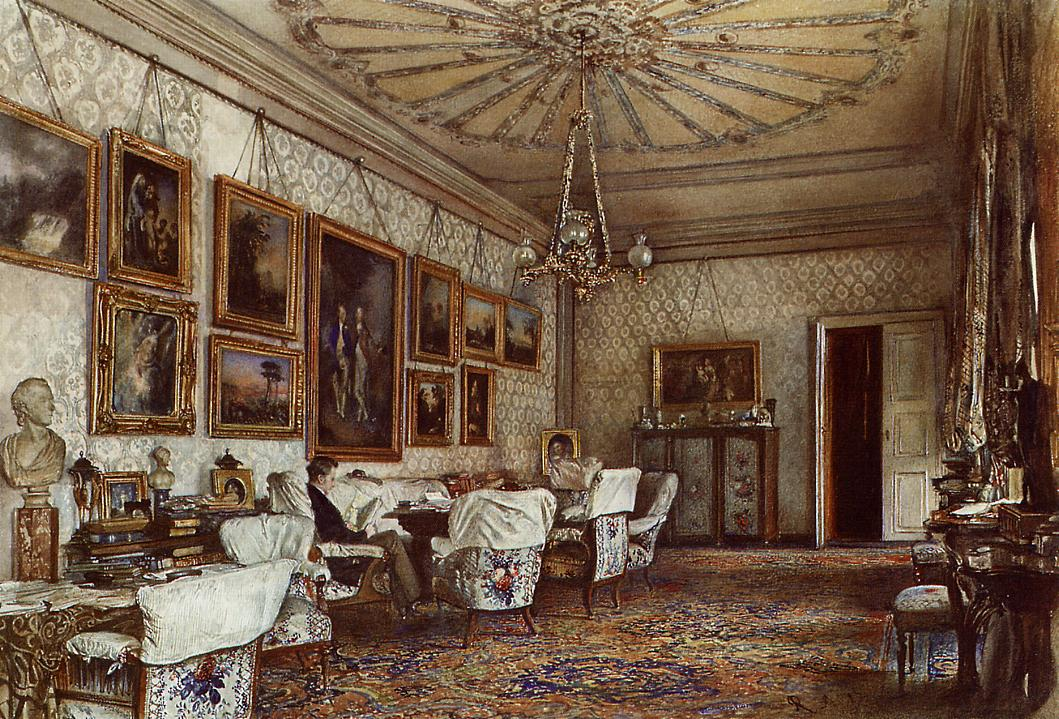
Innenraumansicht aus dem Jahr 1881, die Sitzmöbel mit weißen Schonbezügen.

Heute werden Schonbezüge vor allem in Kraftfahrzeugen verwendet, etwa um die Sitze vor Verschmutzung durch ölige und fettige Arbeitskleidung zu schützen. Aber auch im häuslichen Bereich kann ein Schonbezug nach wie vor sinnvoll sein, beispielsweise wenn kleine Kinder oder Haustiere ein Polstermöbel benutzen. Hier ist es ein hygienischer Vorteil, dass der Schonbezug abgenommen und in der Waschmaschine gewaschen werden kann, während die Reinigung eines nicht abnehmbaren Polsterstoffes erheblich schwieriger ist. Zudem bietet der Schonbezug die günstige Möglichkeit, verschlissene oder beschädigte Bezüge zu verdecken, so dass keine Neuanschaffung oder ein Neubezug notwendig ist. Auch das Aussehen des Möbels kann durch Schonbezüge einfach verändert werden, etwa um es einem neugestalteten Raum anzupassen.